# Боб Матіас
Боб Матіас  (англ. Bob Mathias, 17 листопада 1930) — американський легкоатлет, олімпійський чемпіон. Член Зали Слави IAAF (2014).

## Виступи на Олімпіадах

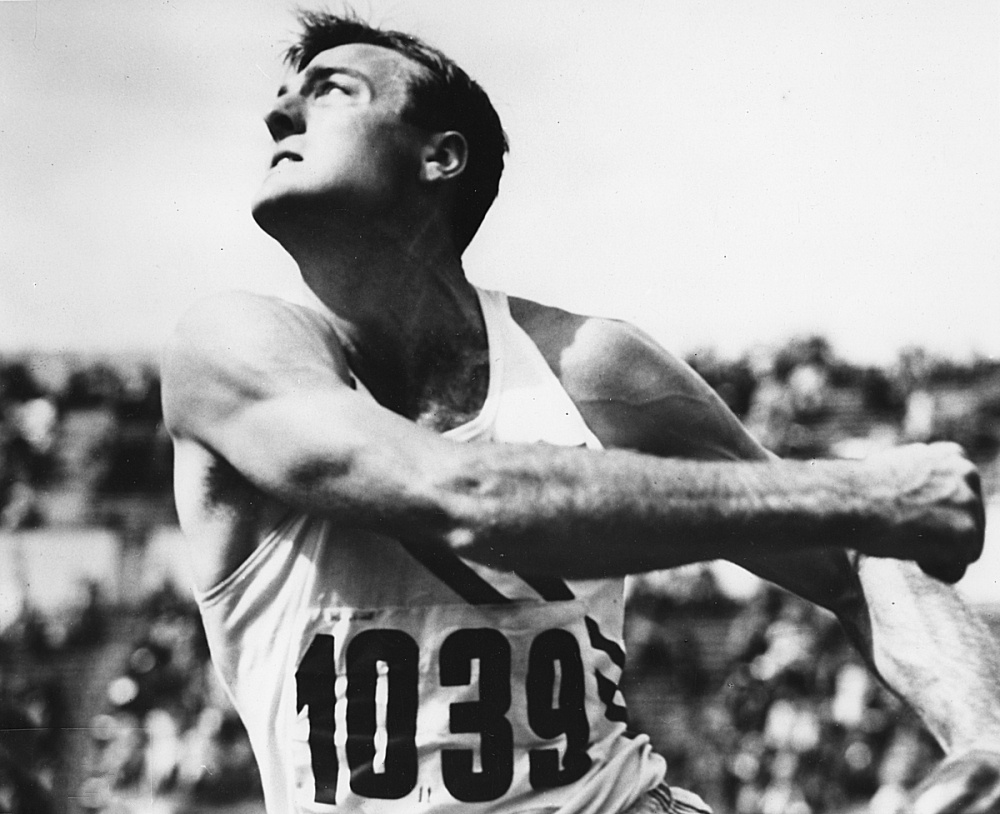
Боб Матіас на Олімпіаді 1952

| Олімпіада      | Дисципліна    | Місце |
| -------------- | ------------- | ----- |
| Лондон 1948    | десятиборство | 1     |
| Гельсінкі 1952 | десятиборство | 1     |